# Арчан
Арчан (азерб. Arçan, лезг. Хьарчан буквально «место Арча») — село в Гусарском районе Азербайджана.
Расположено в 11 километрах к северо-западу от города Гусар.

## История
Село основал человек по имени Харчуо (азерб. Нarçuo, лезг. Хьарчуо).

## Население
Село на грани исчезновения, в селе прописано 86 человек, из которых лишь половина проживает здесь. Главной проблемой села как и для многих других лезгинских сел остаётся отток местного населения в крупные города, главным образом Баку и города России